# مالایا آشینکا
مالایا آشینکا (انگلیسی: Malaya Ashinka) یک شهرک در شهرستان ایگلینسکی استان باشقیرستان کشور روسیه است.